# Parque Nordnes

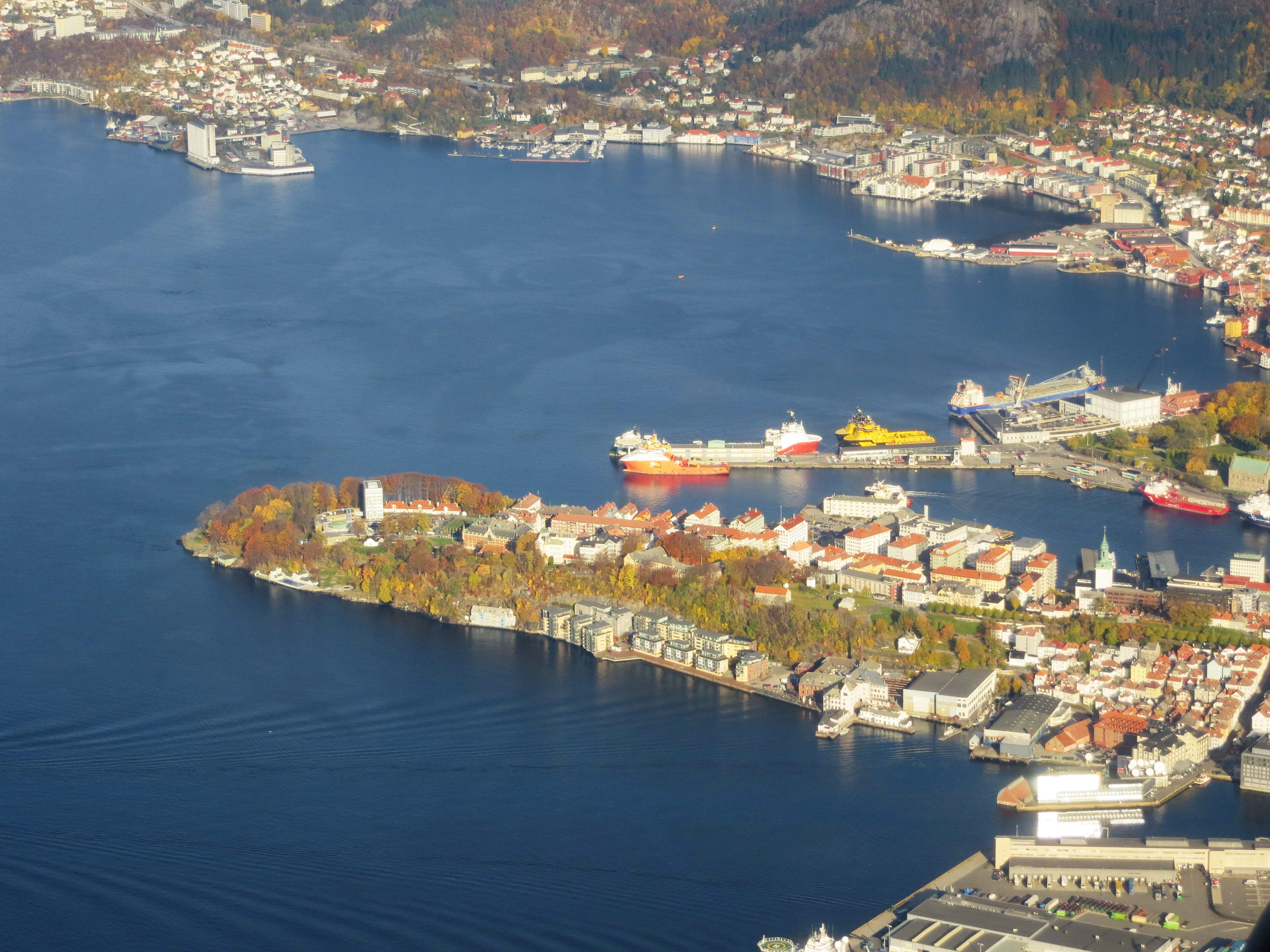
Vista da península de Nordnes, com o parque na extremidade oeste (à esquerda)

O Parque Nordnes (em norueguês:  Nordnesparken) é um parque público na cidade de Bergen, no condado de Vestland, na Noruega. O parque está localizado perto do centro da cidade de Bergen, no extremo noroeste da península de Nordnes. Foi estabelecido em 1888-1898 por uma iniciativa de Edvard G. Johannessen em Det nyttige Selskab. O parque tem cerca de 3,27 hectares de superfície.
O Aquário de Bergen e a sede do Instituto Norueguês de Pesquisa Marinha estão localizados no parque.
A cidade de Bergen e a cidade de Seattle são geminadas e, em 1970, Seattle enviou um totem a Bergen para comemorar o 900º aniversário da cidade. O totem foi erguido no Parque Nordnes.